# Yalunggletscher
Der Yalunggletscher ist ein etwa 20 km langer Gletscher im Himalaya im Nordosten von Nepal.

## Lage
Der Yalunggletscher hat sein Nährgebiet an der Südwestflanke des Kangchendzönga (8586 m), dem dritthöchsten Berg der Erde, auf einer Höhe von etwa 5800 m. Der Gletscher strömt anfangs etwa 4 km nach Westen. Anschließend strömt er 2,5 km in Richtung Südsüdwest, dann 3 km nach Süden, 3,5 km nach Südwesten und schließlich nach Westen. Der Yalunggletscher wird im Nordwesten vom Jannu (7711 m) und vom Boktoh (6142 m) flankiert. Im Osten verläuft die Wasserscheide entlang der Grenze zu dem zu Indien gehörenden Sikkim. Entlang dieser befinden sich die Gipfel Talung (7349 m), Kabru (7395 m) und Rathong (6682 m). Die mittlere Gletscherbreite liegt bei etwa 850 m. Die Gletscherfläche beträgt ungefähr 28 km². Der Yalunggletscher ist im Rückzug begriffen. Am unteren Gletscherende auf etwa 4300 m Höhe hat sich eine Moräne gebildet. Der Simbuwa Khola, ein linker Nebenfluss des Tamor, wird vom Yalunggletscher gespeist.